# Birdland (Jazz-Titel)
Birdland ist eine Instrumental-Komposition von Joe Zawinul, die zum ersten Mal 1977 auf dem Weather-Report-Album Heavy Weather veröffentlicht wurde.

## Allgemeines
Das Fusionjazz-Stück erreichte einen ungewöhnlichen kommerziellen Erfolg; es wurde auch zu einem Big-Band-Standard.
Zawinul betonte, dass die eingängige Komposition trotzdem schwierig zu spielen sei:

„Das erfolgreichste Stück, das ich je geschrieben habe, ist Birdland. Und es ist zugleich das schwierigste Stück, das ich jemals gespielt habe. … Es gibt so viele Sachen, die ich an den Keyboards machen muss. Mit der linken Hand das Arrangement, mit der rechten die Melodien und das Solo. Und ich muss so viel umschalten, von einem Sound zum anderen.“

## Songtitel
Der Titel des Songs ist eine Hommage an den New Yorker Jazz-Club Birdland in der 52. Straße in Manhattan und den Spitznamen des Jazz-Saxophonisten Charlie Parker („Bird“). Zawinul hatte den Club als junger Musiker häufig besucht und lernte hier seine spätere Frau kennen.

## Auszeichnungen, Cover-Versionen
Das Stück wurde in drei Versionen von Weather Report, Manhattan Transfer (Extensions, 1980) und Quincy Jones (Back on the Block, 1989) mit je einem Grammy ausgezeichnet. Insbesondere die Version von Manhattan Transfer ist durch ihren Vocalese-Stil sehr bekannt (Text von Jon Hendricks).
Eine deutsche Version namens Vogelheim, nach einem Stadtteil in Essen, wurde vom Spardosen-Terzett veröffentlicht.
Prince bezeichnete Birdland als einen von 55 Songs, die ihn musikalisch inspiriert haben.